# Саники (Підляське воєводство)
Саники (пол. Saniki) — село в Польщі, у гміні Тикоцин Білостоцького повіту Підляського воєводства.
Населення — 260 осіб (2011).
У 1975-1998 роках село належало до Білостоцького воєводства.

## Демографія
Демографічна структура станом на 31 березня 2011 року:
|          | Загалом | Допрацездатний вік | Працездатний вік | Постпрацездатний вік |
| -------- | ------- | ------------------ | ---------------- | -------------------- |
| Чоловіки | 135     | 29                 | 91               | 15                   |
| Жінки    | 125     | 23                 | 70               | 32                   |
| Разом    | 260     | 52                 | 161              | 47                   |